# Sungai Seremuk
Sungai Seremuk är ett vattendrag i Indonesien.   Det ligger i provinsen Papua Barat, i den östra delen av landet, 2 800 km öster om huvudstaden Jakarta.